# Belvedere (Rocca Santa Maria)
Belvedere è una frazione del comune di Rocca Santa Maria in Provincia di Teramo. 
Il suo nome deriva dalla posizione panoramica con vista sulla catena della Laga e del Gran Sasso. 
Sito lungo la Strada Provinciale n. 48 di Bosco Martese, il borgo dista 1 chilometro da Rocca Santa Maria; ospita il più importante cimitero di tutto il comune.
La frazione apparteneva all'Antica Università Agraria di Rocca S. Maria insieme ai territori di Fustagnano-Imposte, di Colle Cesetta, di Tavolero-Force, di Canili, di Fiume, di Ciarelli-Sella Ciarelli-Coltrosino, di Paranesi, di Licciano, di Alvelli, di Cesa, di Tevere, di Castiglione, di Riano, di Forno e di Fioli.
Attorno al 1870-80 iniziò la  lavorazione del legname del Bosco Martese finanziata da un Consorzio tra il Banco Abruzzese ed altri enti investitori. L'appalto dei lavori fu affidato alla ditta Sutter, un'impresa tedesca esperta nella costruzione di teleferiche e in breve tempo sorse un imponente impianto a carrucola doppia oggi scomparso che univa il Ceppo all'attuale Belvedere; da qui i prodotti venivano caricati su carri trainati da animali e raggiungevano Teramo per essere poi messi in commercio. 
Nei pressi del cimitero esistono ancora due fabbricati adibiti ad abitazione del guardiano e a deposito di materiale.
Belvedere è il paese natio del poeta teramano Domenico Referza.